# 布洛涅林苑

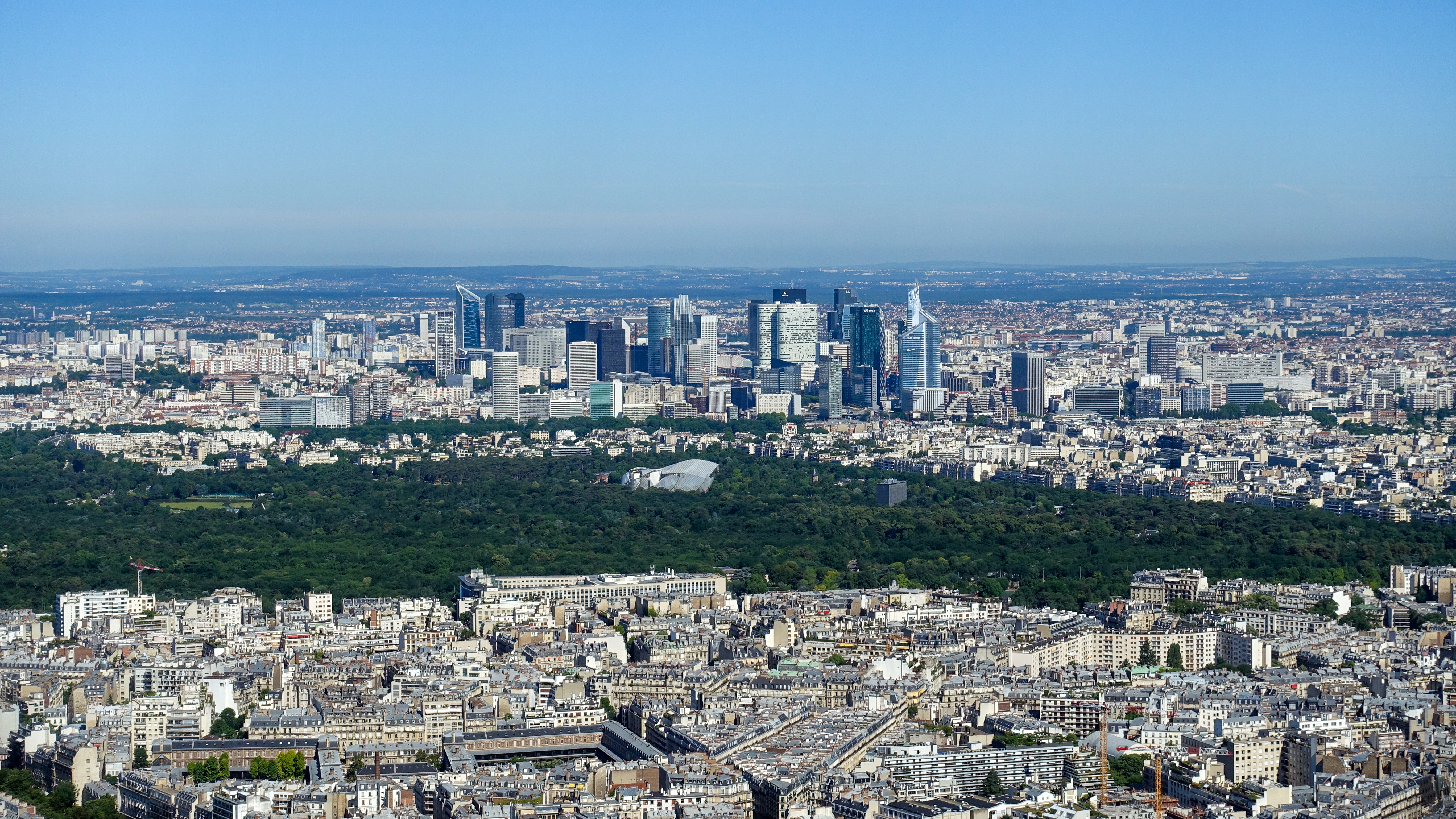
從艾菲尔铁塔高处向西远眺布洛涅林苑

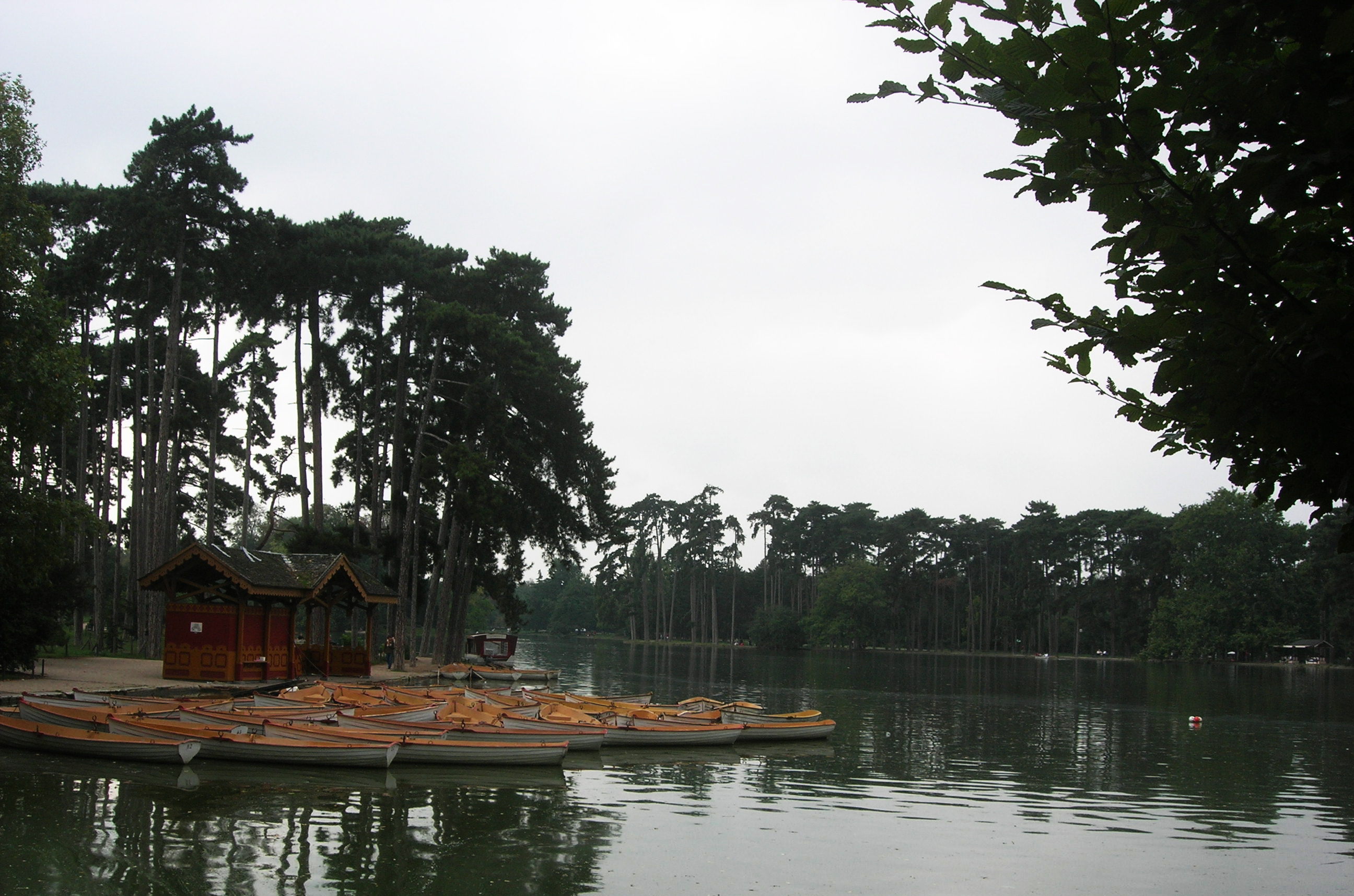
林苑上湖及游船

布洛涅林苑（法語：Bois de Boulogne），是法国巴黎城西边的一片森林，面积8.46平方公里，南北最长处3.5公里，东西最宽处2.6公里，属巴黎市政府管辖。跟巴黎东南的文森森林（Le bois de Vincennes）一起被视为巴黎吸收氧气的两扇“肺叶”。

## 概述

Bois de Boulogne

林内道路纵横交错，树木郁郁葱葱，西边是向北流的塞纳河，东边是巴黎的富人区——十六区，北临最富庶的塞纳河畔讷伊 (Neuilly sur Seine)，南靠布洛涅-比扬古 (Boulogne Billancourt) 。

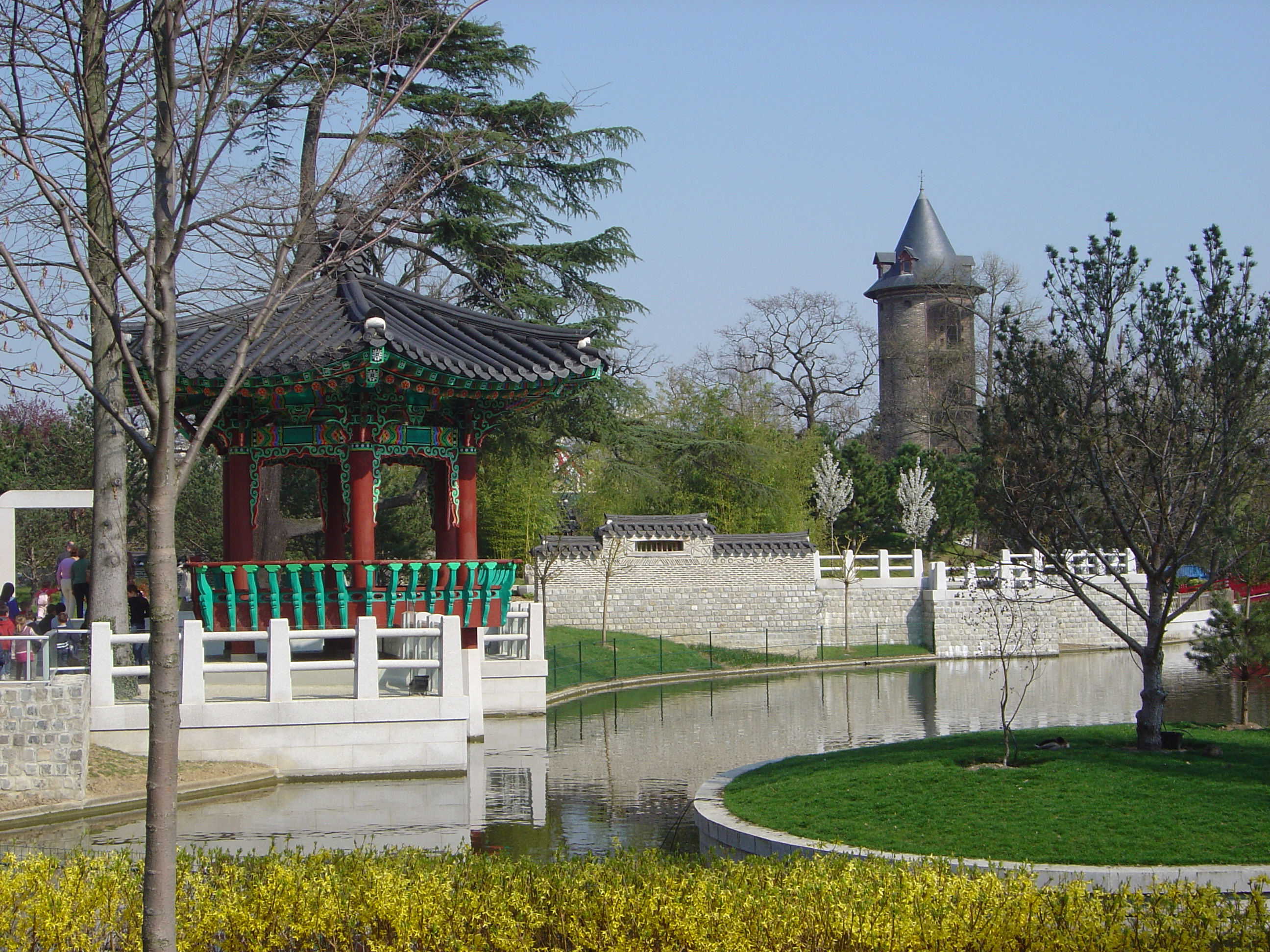
动植物园内景

林苑北部有动植物公园（Jardin d'acclimatation）、民间艺术与传统博物馆（Musée des Arts et Traditions populaires），东北濒临马约门广场 (place de la Porte de Maillot)，西北部有训练场（Champ d'entraînement）、运动场（Terrain de Sports）和巴加特勒公园 (Parc Bagatelle)，西南部有隆尚跑马场 (Hippodrome de Longchamp)。
林苑里有十几个湖和池塘，两个最大的湖是东部的南北长形湖，南边的叫“上湖”(Lac Supérieur) 长约400米，北边的叫“下湖” (Lac inférieur)，长1120多米，这个湖里面还有两个不小的岛。岛的西边有共和国骑兵卫队（Garde Républicaine à Cheval）营房和赛马俱乐部（Racing Club）。布洛涅林苑是巴黎和周边居民晨跑、漫步、休闲、娱乐的场所。